# Jordan Hill
Jordan Hill (Atlanta, Georgia, 27. srpnja 1987.) američki je profesionalni košarkaš. Igra na poziciji niskog krila, a može igrati i krilnog centra. Trenutačno je član NBA momčadi Houston Rocketsa. Izabran je u 1. krugu (8. ukupno) NBA drafta 2009. od strane New York Knicksa.

## NBA karijera
Hill je nastupao na Ljetnoj ligi te je u pet utakmica prosječno postizao 14.4 poena, 8.2 skokova, 0.6 asistencija, 0.8 ukradenih lopti i 1 blokadu po utakmici. 18. veljače 2010. Hill je mijenjan u Houston Rocketse kao dio velike zamjene u kojoj su sudjelovale tri momčadi.

## Vanjske poveznice
- Profil na sveučilištu